# Václav Laurin

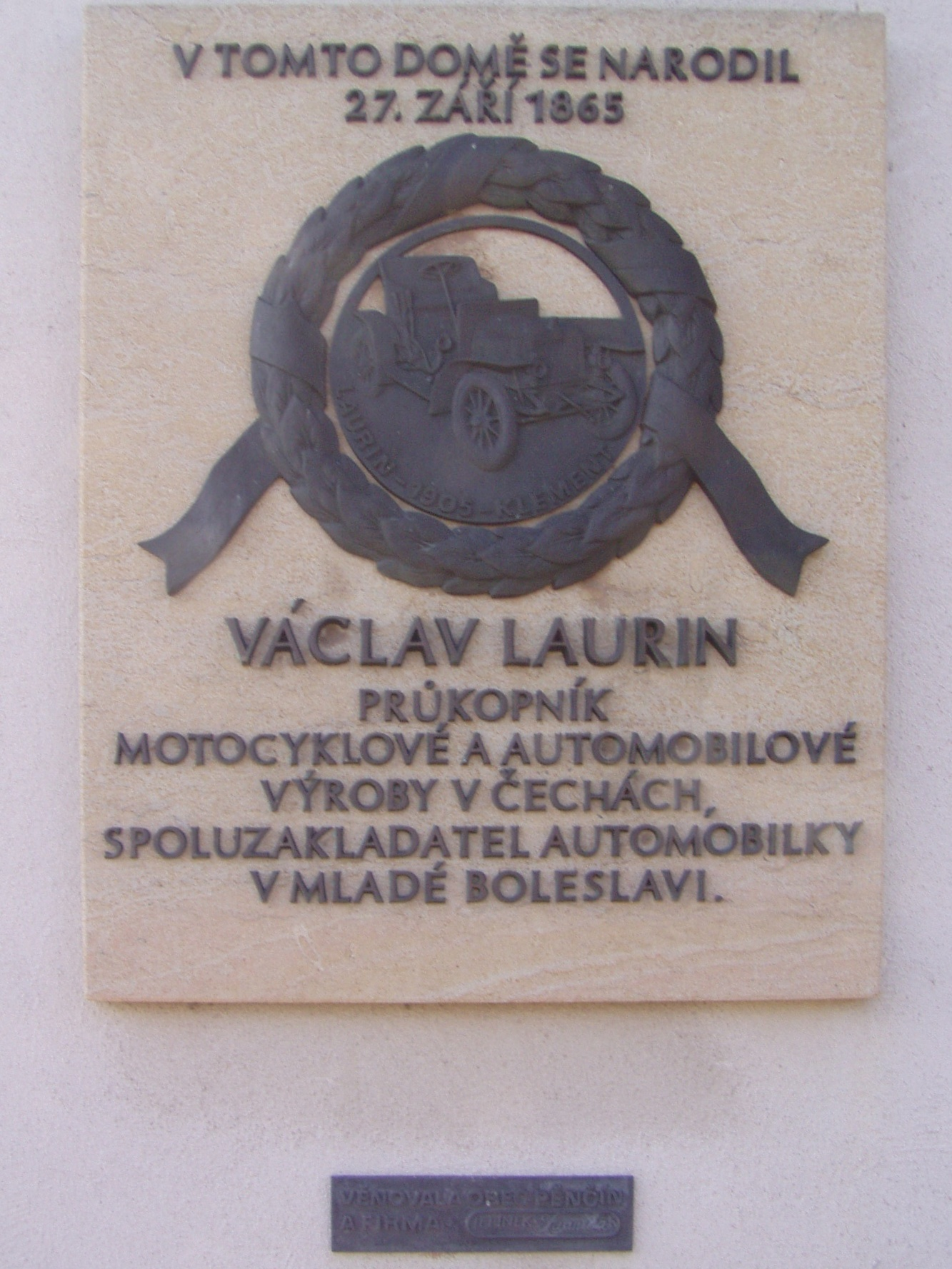
Deska na rodném domě

Václav Laurin (27. září 1865 Kamení u Pěnčína – 3. prosince 1930 Praha) byl český technik, konstruktér, podnikatel a průmyslník. Vyučil se zámečníkem v Mladé Boleslavi, kde potom roku 1895 společně s Václavem Klementem založili firmu Laurin & Klement (dnes Škoda Auto).

## Život

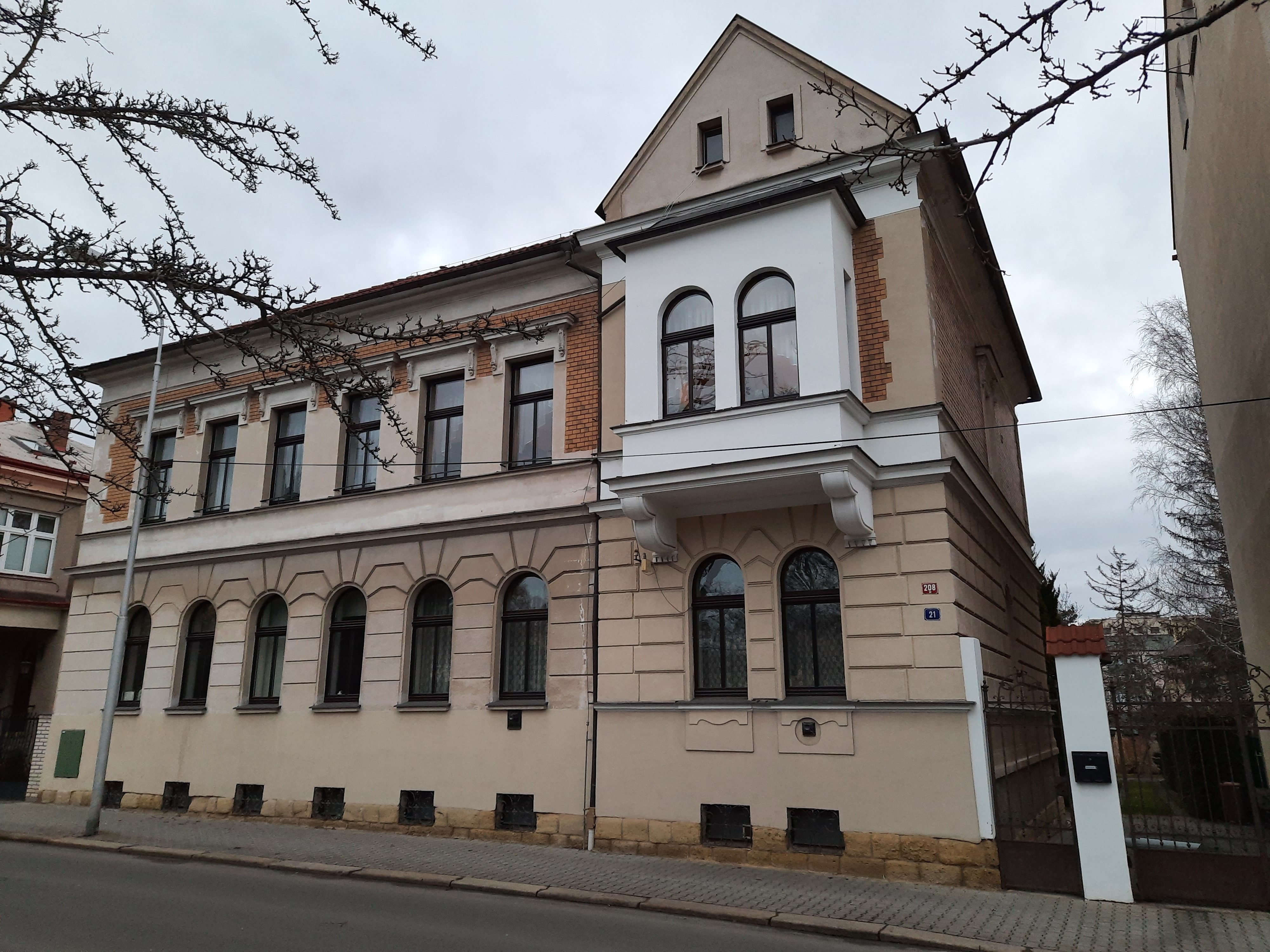
Vila Václava Laurina v Husově ulici v Mladé Boleslavi

Byl význačně činný při vybudování firmy Laurin & Klement a jeho technický instinkt a klid byly šťastným doplňkem expansivnosti Václava Klementa, druhého zakladatele závodu. Zejména v počátcích byl jeho osobní podíl na konstrukci vozidel velmi značný. V posledních letech života byl technickým ředitelem automobilky.

### Laurin a Klement
V Mladé Boleslavi byla nejprve založena firma Slavia, později Laurin & Klement. Díky úspěšnému prodeji jízdních kol společnost od roku 1899 začala vyrábět motocykly a protože i jejich prodej stoupal, přišla roku 1905 s výrobou automobilů. Jedním z prvních motocyklových a automobilových závodníků za značku Laurin & Klement byl i Klementův přítel hrabě Saša Kolowrat.
Okolo roku 1908 si Laurin nechal postavit novorenesanční sídelní vilu v Husově ulici u parku Výstaviště.
Na konci 10. let 20. století se firma Laurin & Klement dostala do vážné ekonomické situace a oba zakladatelé firmy na začátku 20. let přijali nabídku firmy Škoda (podnik) o akvizici. Po převzetí setrval Laurin ve Škodovce, ale jeho vliv v ní byl malý.

### Úmrtí

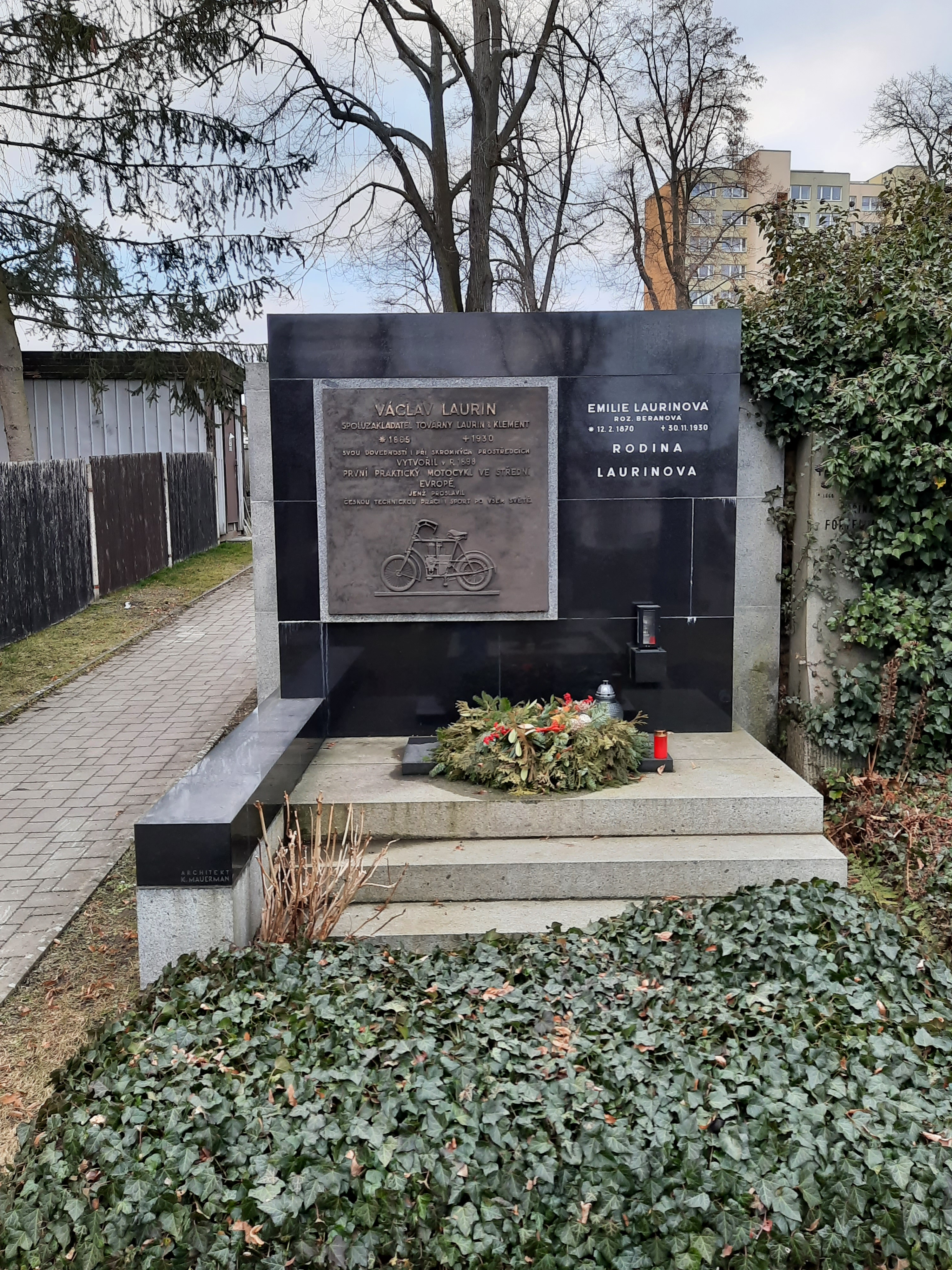
Hrobka rodiny Václava Laurina na Starém hřbitově v Mladé Boleslavi

Václav Laurin zemřel 13. prosince 1930 v Praze a byl pohřben na mladoboleslavském Starém hřbitově.